# Edward Chamier
Edward Chamier (* 3. September 1840 in Weymouth (Dorset); † 12. August 1892 in Paris) war ein französischer Schachspieler.
Chamiers Vorfahren waren Hugenotten, die nach dem Edikt von Fontainebleau nach England auswanderten, er selbst lebte jedoch viele Jahre in Frankreich. In den 1870er und 1880er Jahren gehörte er zu den besten Schachspielern Frankreichs, so gewann er 1874 ein Turnier im Café de la Régence und 1881 das zweite französische Nationalturnier (deuxième tournoi national), einen Vorgänger der französischen Meisterschaft. 1884 gehörte er während eines Fernschachwettkampfes zwischen den Städten Paris und Wien zunächst zum Pariser Komitee, zog sich aber nach internen Querelen zurück. Chamier erreichte im August 1883 seine höchste historische Elo-Zahl von 2518. Er war Angestellter einer Versicherungsgesellschaft.